# Горушка (Архангельська область)
Горушка (рос. Горушка) — присілок в Пінезькому районі Архангельської області Російської Федерації.
Населення становить 13 осіб. Входить до складу муніципального утворення Сурське муніципальне утворення.

## Історія
Від 1937 року належить до Архангельської області.
Орган місцевого самоврядування від 2004 року — Сурське муніципальне утворення.

## Населення
| 2002 | 2010 | 2012 |
| ---- | ---- | ---- |
| 19   | ↘13  | →13  |